# Паровозна вулиця (Київ)
Парово́зна ву́лиця — вулиця в Дніпровському районі міста Києва, місцевість ДВРЗ. Пролягає від Сеноманської вулиці до кінця забудови.

## Історія
Вулиця виникла в середині XX століття під назвою Нова. Сучасна назва — з 1957 року.